# Okręt (film)
Okręt (niem. Das Boot) – niemiecki film wojenny z 1981 roku w reżyserii Wolfganga Petersena, będący ekranizacją powieści Okręt Lothara-Günthera Buchheima.

## Opis fabuły
Okręt to dramat wojenny przedstawiający losy załogi jednego z niemieckich U-Bootów w okresie kilku tygodni II wojny światowej w 1941 roku. Załoga okrętu (U-96) dowodzonego przez „Starego” (Der Alte) otrzymuje rutynowe zadanie patrolowania wód Oceanu Atlantyckiego. Na pokładzie znajduje się również korespondent wojenny porucznik Werner, mający opisywać działanie dzielnych marynarzy III Rzeszy.
Załoga okrętu, mimo że wykazuje się heroizmem w czasie zagrożenia, wobec sytuacji zatopienia okrętu jest przedstawiona jako odizolowana od ówczesnej totalitarnej ideologii grupa żołnierzy, słuchająca angielskich piosenek i naigrawająca się z przemówień liderów niemieckiego państwa. Kapitan zezwala na tego typu zachowanie i sam jest jego zwolennikiem. Na początku filmu zezwala on na przykład swoim podwładnym na pijaństwo. Można to jednak wytłumaczyć tym, że jest to ostatnia okazja marynarzy do tego typu zachowań nim wypłyną na wielotygodniowy rejs. Mimo że jest to już trzeci rok wojny, narzeka na brak doświadczonych marynarzy, spoglądając z rezerwą na młodych, którzy zachłyśnięci są ideologią hitlerowską.
W trwającym 149 minut filmie (w wersji reżyserskiej 209 min, wersja „uncut” 293 min) przedstawiona jest walka załogi z nudą i monotonią panującą na okręcie w czasie bezczynności i patrolowania, jak również entuzjazm podczas atakowania wrogich konwojów. Fabuła filmu nabiera dramaturgii, gdy kapitan otrzymuje zadanie przedostania się do portu La Spezia we Włoszech przez Cieśninę Gibraltarską patrolowaną przez alianckie okręty. Pobiera zaopatrzenie w hiszpańskim porcie Vigo z internowanej niemieckiej jednostki handlowej. Tytułowy okręt U-96, w czasie próby przejścia cieśniny zostaje jednak bardzo ciężko uszkodzony i prawie zatopiony. Po wielogodzinnych wysiłkach załogi udaje mu się jednak wynurzyć na powierzchnię i dopłynąć do bazy U-bootów w La Rochelle we Francji. Film kończy scena nalotu na port, w którym cumuje U-96. Okręt tonie trafiony bombami.

## Obsada
- Jürgen Prochnow – kapitan („Stary”)
- Herbert Grönemeyer – korespondent wojenny porucznik Werner
- Klaus Wennemann – główny inżynier
- Hubertus Bengsch – pierwszy oficer
- Martin Semmelrogge – drugi oficer
- Bernd Tauber – starszy sternik Kriechbaum
- Erwin Leder – mechanik Johann („Duch”)
- Martin May – chorąży Ullman
- Heinz Hoenig – mat Hinrich, radiowiec
- Uwe Ochsenknecht – bosman Lamprecht
- Claude-Oliver Rudolph – mechanik Ario
- Jan Fedder – mat Pilgrim
- Ralf Richter – mat Frenssen
- Joachim Bernhard – Kaznodzieja
- Oliver Stritzel – Schwalle
- Jean-Claude Hoffmann – Benjamin
- Lutz Schnell – Dufte
- Konrad Becker – Böckstiegel
- Otto Sander – kapitan Thomsen
- Günter Lamprecht – kapitan zaopatrzeniowca „Weser”
- Sky du Mont – oficer na zaopatrzeniowcu „Weser” (niewymieniony w napisach)
- Rita Cadillac – Monique